# نصرت فتح علي خان
نصرت فاتح علي خان (13 أكتوبر 1948 - 16 أغسطس 1997)، موسيقار باكستاني ومغنياً للقوالي؛ وهي موسيقى تعبدية خاصة بالمتصوفة. يعتبر واحداً من أعظم الأصوات المسجلة على الإطلاق وكان يمتلك مجموعة استثنائية من القدرات الصوتية وكان بإمكانه الغناء بمستوى عال من الحدة الصوتية لعدة ساعات متواصلة. حافظ خان على تقليد غناء القوالي المستمرة في عائلته منذ 600 سنة، ويعود إليه الفضل في تقديم موسيقى القوالي إلى الجمهور الدولي. وهو معروف شعبياً بـ «شاهنشاه القوالي» أي «ملك ملوك القوالي».
ولد خان في فيصل آباد، باكستان وأدى لأول مرة أمام الجمهور عندما كان في السادسة عشر من عمره وذلك في أربعينية والده. وأصبح قائد مجموعة القوالي في عائلته عام 1971. وفي أوائل الثمانينات قام بالتعاقد مع شركة التسجيلات في برمنغهام بإنجلترا لنشر إسطواناته وحفلاته. وقد أصدر خان عشرات الألبومات والإسطوانات الموسيقية للأفلام في أوروبا، الهند، اليابان، باكستان، والولايات المتحدة الأمريكية. وقام أيضاً بالتعاون مع فنانين غربيين مصبحاً بذلك فناناً معروفاً في مجال موسيقى العالم. كما قام بجولة عالمية على نطاق واسع وأدى في أكثر من 40 بلداً.

## السيرة الذاتية

### بداية حياته وتاريخه المهنى
ولد نصرت فتح علي خان في عائلة بنجابية في مدينة فيصل آباد عام 1948 بعد فترة وجيزة من تقسيم الهند حيث هاجرت عائلته على إثر ذلك من مدينتهم الأم جالاندهار في البنجاب الشرقية. كان الطفل الخامس والابن الأول لـفتح علي خان وترعرع مع عائلته المكونة من خمس أخوات أكبر سناً وشقيقه الأصغر فروخ فتح علي خان في وسط فيصل آباد. في البداية لم يكن والده يريد منه متابعة مهنة العائلة بل أراد منه اختيار المسار الوظيفي الأكثر احتراماً ألا وهو الطب، لأنه شعر بأن الوضع الاجتماعي لفناني القوالي قد أصبح متدنياً. مع ذلك أظهر خان اهتماماً كبيراً بفن القوالي مع الكثير من الموهبة والإستعداد مما دفع بوالده إلى الرضوخ في النهاية.
في عام 1971 أصبح خان القائد الرسمي لمجموعة القوالي العائلية بعد وفاة عمه مبارك علي خان، وأول أداء عام له كقائد كان في استديو تسجيل حيث قام بالأداء كجزء من مهرجان موسيقي سنوي تنظمه إذاعة باكستان باسم Jashn-e-Baharan. كان خان يغني في الأساس باللغتين الأوردية والبنجابية وأحياناً باللغات الفارسية، لغة البرج بهاشا، والهندية. وكان أول نجاح كبير له في باكستان أغنية Haq Ali Ali (حق علي علي) والتي أداها بالنمط التقليدي والآلات الموسيقية التقليدية.
في عام 1979 تزوج خان من ناهد ابنة عمه سلامات علي خان وأنجبوا ابنة واحدة اسمها نيدا.

### الحياة المهنية اللاحقة
تعاون خان مع بيتر غبريال على أغنية لالإغواء الأخير للمسيح The Last Temptation of Christ في عام 1985، مع الموسيقار الكندي مايكل بروك (على البوم Mustt Mustt (1990)، وأغنية الليل (1996)) ، [هل المصدر موثوق به؟]، كما أدى مع بيرل جام والمغني ايدي فيدر في عام 1995 في اثنين من الأغاني الرجل الميت الذي يمشى Dead Man Walking كما أنه ساهم في التسجيل الصوتى تحت عنوان للقتلة بطبيعتهم Natural Born Killers.
و لاحقا قامت شركة العالم الحقيقي التي يملكها بيتر غابرييل بنشر خمسة ألبومات لقوالي نصرت التقليدي، جنبا إلى جنب مع بعض من أعماله الغنائية التجريبية التي تضمنت البوم Mustt Mustt وصعود نجم Star Rise. كما قام نصرت بغناء مقدمة دورة الصلاة، والتي شارك في وضعها جوناثان الياس، لكنه توفي قبل أن يكتمل الغناء. حيث جاء ألانيس موريسيت لغناء ما لم ينته اعداده بعد. كما قام بتقديم القوالي التقليدي أمام جمهور دولي في العديد من مهرجانات WOMAD الموسيقية العالمية كما أعيد دمج أغنيته المنفردة نصرت فتح علي خان عن طريق نظام trip hop group Massive Attack الإلكتروني في عام 1998.
كما تم ترشيح ألبومه Intoxicated Spirit  لجائزة جرامي في عام 1997 لأفضل ألبوم للأغنية الشعبية التقليدية.
كما ساهم خان في العديد من الأغاني، والأفلام الباكستانية. قبل وفاته بقليل، قام بتسجيل أغنيتين في فيلمين من أفلام بوليوود، Aur Pyaar Ho Gaya  (والذي ظهر فيه) و كذلك فيلمKachche Dhaage. كما أنه غنى أغنية عنوان فيلم، Dhadkan.
كما ساهم خان في أغنية 'Gurus of Peace' في ألبوم 'فاندي ماتارام'، والتي هي من تأليف أي.أر. رحمان، والتي نشرت في الاحتفال بالذكرى السنوية الخمسين لاستقلال الهند.
وفقا لموسوعة جينيس للارقام القياسية العالمية، فإن نصرت فاتح علي خان يحمل الرقم القياسي العالمي في الإنتاج الغنائي لفنان القوالي، وهو ما مجموعه 125 البوم اعتبارا من عام 2001.. 9.
و أصيب خان بوعكة صحية، حيث أصابه الفشل الكلى وضعف في وظائف الكبد في 11 آب 1997 في لندن، بينما كان في الطريق إلى لوس انجليس من اجل إجراء عملية زرع الكلى. ثم توفي نتيجة سكتة قلبية مفاجئة في مستشفى كرومويل في لندن، يوم السبت 16 أغسطس، 1997، عن عمر يناهز الثامنة والأربعين. [هل المصدر موثوق به؟] وأعيد جثمانه إلى فيصل آباد، في باكستان، وحضر جنازته جمهوره العريض.
بعد وفاته، استخدم بيتر غابرييل أغنية "Solemn Prayer"، التي قدمها نصرت، على ألبومه فوق (توضيح) وكذلك في الموسيقى التصويرية لفيلم Blood Diamond. 

## أعضاء فريق القوالى بقيادة نصرت
إن فريق قوالى نصرت قد تغير على مدى ستة وعشرين عاما التي قاد قاد فيها الفريق. ومدرج أدناه لقطة لأعضاء الفريق، حوالي عام 1983 :
1. مجاهد مبارك علي خان: ابن عم نصرت الأول، غناء
2. فاروق فاتح علي خان: شقيق نصرت، غناء ويؤدي الأرغن
3. رحمت علي: غناء ويؤدى الأرغن
4. مقصود حسين: غناء
5. رهط نصرت فاتح علي خان: ابن شقيق وتلميذ نصرت، غناء
6. ديلدار حسين: قرع
7. مجاور عباس: الماندولين والإيتار / جوقة، تصفيق باليد
8. محمد إقبال نقفي: سكرتير الفريق، جوقة، تصفيق باليد
9. أسد علي: الجوقة، تصفيق باليد ابن عم نصرت
10. غلام فريد: الجوقة، تصفيق باليد
11. كوكب علي: الجوقة، تصفيق باليد

و كان عطا فريد هو العضو الوحيد البارز الذي لم يظهر في هذه القائمة. حيث أنه ولسنوات عديدة، تناوب مع رحمت علي على الغناء والعزف على آلة الأرغن. كما كان من السهل التعرف عليه في شرائط الفيديو منذ أن بدأ العزف على آلة الارغن بيده اليسرى.
هذه اللقطة هي غير ممثلة: حيث أن آلة الأرغن عادة ما تكون آلة موسيقية فحسب. نادرا ما كانت الآلات الموسيقية مثل المندولين الإيتار تستخدم.

## الجوائز والتقديرات
نشر العدد المنشور بتاريخ تشرين الثاني / نوفمبر 6، 2006، من مجلة تايم «60 عاما من أبطال آسيا»، حيث كان نصرت على رأس القائمة بوصفه واحدا من كبار الفنانين والمفكرين الإثنى عشر في السنوات ال 60 الماضية 
في عام 2007، قام المنتج غاودي بنشر بعض أعمال الفن القوالي، حيث يضم أعمال نصرت الغنائية 

## الأفلام

### أفلام وثائقية
- نصرت فاتح علي خان: le dernier prophète (1996). إخراج جيروم دي ميسولز.
- قد غادر نصرت المبنى  ولكن متى؟ (1997). إخراج فرقد نابي. (و قد ركزت هذه الدراما الوثائقية التي تكو من 20 دقيقة على حياة نصرت الوظيفية في باكورتها.)
- صوت من السماء (1999). إخراج جوزيبي أسارو. نيويورك، الولايات المتحدة: وينستار للتلفزيون والفيديو. (وهذه المادة الوثائقية المؤلفة من 75 دقيقة، متوفرة على شريط دي في دي، حيث تقدم عرضا ممتازا لحياة وأعمال نصرت.)
- سمندر ماين سمندر (2007). فيلم وثائقي تم بثه على شاشة تلفزيون جيو ليعرض بالتفصيل حياة نصرت فاتح علي خان الوظيفية.
- ملك القوالى (2009). فيلم قصير بثته شبكةأخبار فجر حول حياة نصرت الوظيفية.

### الأفلام الموسيقية
- مختارات من الموسيقى العالمية والرقصتعرض على الفيديو (1990). الفيديو 14 (30) (جنوب آسيا الرابع). من إنتاج إيتشيكاوا كاتسومورى؛ إخراج ناكاجاوا كيونيكيكو إيتشيهاشى يوجي؛ بالتعاون مع المتحف الوطني للاثنولوجيا، أوساكا. [طوكيو] : جيه في سى، شركة فيكتور في اليابان؛ كامبريدج، ماساشوستس: توزيع شركة راوندر للتسجيلات. كما قام نصرت فاتح علي خان بإداء بعض الأغاني في الاستوديو، منهم (اثنان من الأغاني باللغة الاوردية: الحمد (أغنية في الثناء على الله)، ومنقبة }للخواجا معين الدين تشيشتي، أحد رجال الصوفية في القرن الثالث عشر. تم تصويره في طوكيو، اليابان، في 20 سبتمبر 1987، للفنون المسرحية الآسيوية التقليدية).
- نصرت

! دعوة للحياة في مينى (1998). إنتاج جامعة واشنطن. (87 دقيقة توثيقا للحفلة الموسيقية التي أقيمت في 23 يناير 1993 بقاعة مينى، جامعة واشنطن في سياتل، وذلك خلال إقامة نصرت في برنامج الاثنية هناك.)
- دعوة للعيش في حفلة موسيقية في المملكة المتحدة)دي في دي، المجلدان الأول والثاني. 1-17) [أوسا] ؛ سجلت بين عامي 1983 و1993، ثلاثة عشر الأولى الواردة أدناه:
  - العيش في حفلة موسيقية في المملكة المتحدة (دي في دي مج. 1-
  - العيش في حفلة موسيقية (دي في دي مج. 2)
  - العيش في حفلة موسيقية (دي في دي مج.ت 3.)
  - العيش في المملكة المتحدة (دي في دي مج. 4.
  - العيش في المملكة المتحدة (دي في دي مج. 5
  - العيش في حفلة موسيقية (دي في دي مج. 6.
  - العيش في المملكة المتحدة (دي في دي مج. 7)
  - العيش في المملكة المتحدة (دي في دي مج. 8)
  - العيش في المملكة المتحدة (دي في دي مج. 9.
  - العيش في المملكة المتحدة (دي في دي مج. 10)
  - العيش في المملكة المتحدة (دي في دي مج. 11)
    - ديجبيث برمنغهام 12 نوفمبر 1983 (دي في دي. 12)

  - ديجبيث 30 أكتوبر 1983 (دي في دي. 13)
- Akhiyan Udeek Diyan (دي في دي) [صوت نوبور ]
- جي تون الرب نو مانوانا (دي في دي) [نوبور أغنية]
- يادين فيتشيرى ساجان دايان آيايان (دي في دي) [نوبور أغنية]
- رانج - أي نصرت (دي في دي، المجلدان الأول والثاني. 1-11) [موسيقى اليوم] ؛ سجلت بين عامي 1983 و1993 (نفس المادة كما دي في دي اوسا)
- شريط أشرطة الفيديو في اتش اس، والمجلدات من. 1-21 [أوسا] ؛ سجلت بين عامي 1983 و1993 (نفس المادة كما دي في دي اوسا)
  - سينما الأقصر برمنغهام (شريط في اتش اس. 1، 1979)
  - ديجبيث برمنغهام (شريط في اتش اس. 2، 1983)
  - القديس فرنسيس قاعة برمنغهام (شريط في اتش اس. 3، 1983)
  - رويال اوك برمنغهام (شريط في اتش اس. 4، 1983)
  - مهفيل الخاص (مركز والاس ولى، لوزلز برمنغهام، نوفمبر 1983) (شريط في اتش اس. 5
  - مهفيل الخاص (شريط في اتش اس. 6، 1983)
  - سينما ليستر (شريط في اتش اس. 7، 1983)
  - العيش في ساوث هول (شريط في اتش اس. 8)
  - العيش في برادفورد (شريط في اتش اس. 9، 1983)
  - العيش في برمنغهام (شريط في اتش اس. 10، 1985)
  - قاعة الله ديتا (شريط في اتش اس. 11، 1985)
  - مركز هارو ليجار (شريط في اتش اس. 12)
  - جامعة أستون (شريط في اتش اس. 13، 1988)
  - جامعة أستون (شريط في اتش اس. 14، 1988)
  - مهرجان ووماد براكنيل (شريط في اتش اس. 15، 1988)
  - العيش في باريس (شريط في اتش اس. 16، 1988)
  - مركز الحور المدني لندن (شريط في اتش اس. 17)
  - فندق امبريال ببرمنغهام (شريط في اتش اس. 18، 1985)
  - سلوف جيردوارا (SHABADS) (شريط في اتش اس. 19
  - عمران خان لمعالجلة السرطان (شريط في اتش اس. 20
  - قاعة مدينة برمنغهام (شريط في اتش اس. 21، 1993)

## وصلات خارجية
- نصرت فتح علي خان على موقع IMDb (الإنجليزية)
- نصرت فتح علي خان على موقع الموسوعة البريطانية (الإنجليزية)
- نصرت فتح علي خان على موقع ميوزك برينز (الإنجليزية)
- نصرت فتح علي خان على موقع إن إن دي بي (الإنجليزية)
- نصرت فتح علي خان على موقع أول ميوزيك (الإنجليزية)
- نصرت فتح علي خان على موقع ديسكوغز (الإنجليزية)
- نصرت فتح علي خان على موقع ديسكوغز (الإنجليزية)
- نصرت فتح علي خان على موقع قاعدة بيانات الفيلم (الإنجليزية)
- المادة مع موجز حديث صحفي: 1993 (edwebproject.org)
- نبذة عن نصرت فتح علي خان على موقع باكستان بالعربية.